# Finis Poloniae

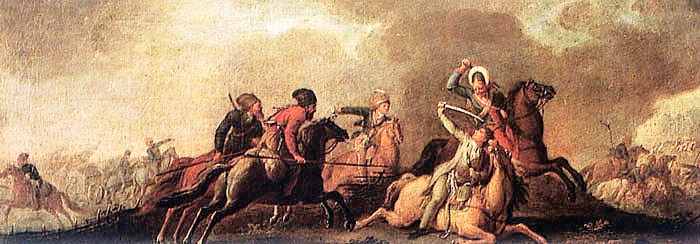
Tadeusz Kościuszko upada z konia w bitwie pod Maciejowicami, obraz Jana Bogumiła Plerscha 1794

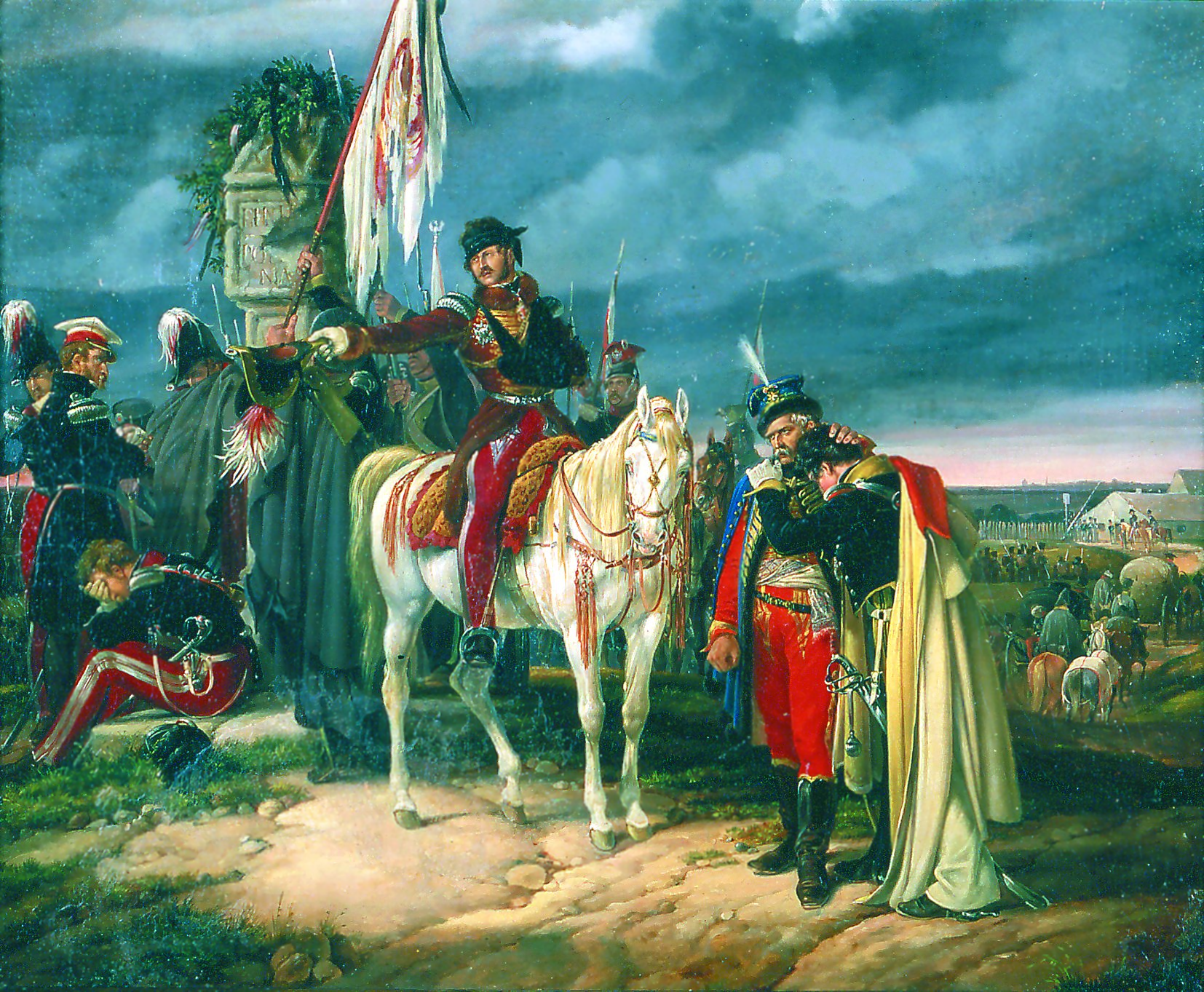
Finis Poloniae 1831 – obraz Dietricha Montena z 1832, przedstawiający przekroczenie granicy z Prusami przez rozbite oddziały powstańcze

Finis Poloniæ! (z łac. „Koniec Polski!”) –  rzekomy okrzyk Tadeusza Kościuszki, który miał on wznieść 10 października 1794 roku po zakończonej klęską bitwie pod Maciejowicami.
Według części historyków miał zostać spreparowany przez pruską propagandę.

## Historia
Okrzyk ten Kościuszko miał wydać w momencie, gdy wraz z oddziałem jazdy polskiej próbował uciec z pola bitwy. W pościg za kawalerzystami rzuciła się jazda rosyjska. W pobliżu folwarku Krępa, w trakcie próby sforsowania rzeki, pod Kościuszką padł koń. Nie chcąc wpaść w ręce wroga, naczelnik włożył pistolet w usta z zamiarem popełnienia samobójstwa, jednak ten nie wypalił. Kozacy dopadli Polaków przy rzece i dokonali masakry. Kościuszko skłuty pikami, leżąc na ziemi, został cięty w głowę pałaszem przez korneta charkowskiego pułku jazdy Łysenkę. Wtedy właśnie naczelnik miał w obliczu klęski i utraty życia wykrzyknąć łacińską sentencję „Finis Poloniæ!” („Koniec Polski!”). Kozacy obrabowali rannych, zostawiając ich na polu bitwy, gdzie parę godzin później Rosjanie znaleźli na pobojowisku Kościuszkę i opatrzyli go. Pomimo tego, że nie dawali mu większych szans na przeżycie, naczelnik przeżył. 

Kościuszko wbrew swojej naturze, tak nieskłonnej do głośnych monologów, wydał ten okrzyk łaciński, jeszczeby niedorzeczność nie była mniejsza, bo ci, którzy go słyszeć mogli, to jest ścigający go kozacy, ani zrozumieć, ani powtórzyć by tego okrzyku nie potrafili.

Ani źródła rosyjskie, ani polskie dotyczące przebiegu bitwy maciejowickiej nie wspominały o łacińskim okrzyku Kościuszki. O okrzyku tym szeroko rozpisywała się natomiast wkrótce po bitwie urzędowa pruska prasa: „Südpreussische Zeitung”, „Berlinische Nachrichten von Staats und gelehrten Sachen” oraz wrocławski periodyk „Schlesische Privilegierte Zeitung”. Według Hanny Widackiej tę historię spreparować miała pruska propaganda, czyniąc ją hasłem antypolskiej polityki w Księstwie Poznańskim w XIX wieku.
Mimo że później Tadeusz Kościuszko stanowczo zaprzeczał temu, jakoby miał wykrzyczeć łacińską sentencję tej treści (m.in. w liście z 12 listopada 1803 do francuskiego dyplomaty Louisa Philippe de Ségura), pruska wersja wydarzeń została szeroko rozpowszechniona i wielu Polaków żyjących pod zaborami dało jej wiarę.

## Finis Poloniae w sztuce
Wielu malarzy przedstawiało scenę wzięcia Kościuszki do niewoli przez Rosjan, tytułując swoje prace „Finis Poloniae”:
- „Finis Poloniae 1831” (1832) – obraz olejny Dietricha Montena przedstawiając przekroczenie granicy z Prusami przez rozbite oddziały powstańcze[8]
- „Finis Poloniae” (ok. 1840) – staloryt przedstawiający Kościuszkę w walce z kozakami autorstwa Johannesa Zumpe[9]
- „Finis Poloniae” – ilustracja Jana Piotra Norblina[2]
- „Finis Poloniae” – ilustracja Michała Stachowicza[2]
- „Finis Poloniae” – ilustracja Jana Krzysztofa Damla[2]
- „Finis Poloniae” – ilustracja paryskiego malarza i litografa Victora Adama[2]

Inne
- „Finis Poloniae” – wiersz Gottfrieda Benna
- „Finis Poloniae” – powieść historyczna Wacława Gąsiorowskiego z 1906 roku.